# Dromomeron
Dromomeron es un género de arcosaurios dinosauromorfos del Triásico superior del sudoeste de lo que ahora son los Estados Unidos. Se conoce por restos parciales, principalmente el fémur, estimándose la longitud total del animal en menos de un metro. Se cree que está estrechamente emparentado con Lagerpeton, aunque se encontró cerca de fósiles de dinosaurios como Chindesaurus, lo que nos indica que los primeros dinosaurios no reemplazaron inmediatamente a estos grupos emparentados con ellos.

## Descubrimiento e historia
Dromomeron y su especie tipo D. romeri se basa en el holotipo, GR 218, un fémur izquierdo encontrado en Hayden Quarry, en Ghost Ranch, Nuevo México. Las rocas de la zona se corresponden con la parte inferior de la Formación Chinle, que data del Noriense. Se conocen otros huesos, probablemente del mismo individuo, y se encontró otros esqueleto parcial en Hayden Quarry, aunque aún no se ha preparado. Se han encontrado otros especímenes en localididades cercanas, como Snyder Quarry. El nombre específico romeri honra al paleontólogo Alfred Sherwood Romer.
En Hayden Quarry también se han encontrado fósiles de fitosaurios, aetosaurios, rauisuquios, y varios tipos de dinosaurios y especies próximas, incluyendo un animal similar a Silesaurus, el herrerasaurio Chindesaurus, y un terópodo Coelophysoidea. Este agrupamiento es notable porque muestra que los dinosaurios no reemplazaron inmediatamente a estos grupos emparentados con ellos; el reemplazo debió de ser paulatino y en diferente zonas.
Otros especímenes de la formación Chinle de Arizona y Texas también se han adscrito a este género, aunque en otra especie D. gregorii.
D. gregorii debe su nombre específico a Joseph T. Gregory y se basa en un fémur derecho (holotipo) del Otis Chalk Quarry, perteneciente a la Formación Colorado City, en la actual Texas; esta formación es algo más antigua que la Chinle, aunque también se ha encontrado asociado un dinosaurio Chindesaurus.